# Tracy (Nouveau-Brunswick)
Pour les articles homonymes, voir Tracy.
Tracy est un village situé dans la commission de services régionaux 11, au centre du Nouveau-Brunswick, au Canada.

## Toponyme
Plusieurs hypothèses expliquent l'origine du nom Tracy. Jeremiah Tracy (1744-1812) est un colon originaire du Maine, fondateur du village. Son fils Jeremiah Tracy Junior ouvre un moulin et son petit-fils Jeremiah (Boss) Tracy est un bûcheron notoire. H.E. Tracey est quant à lui le premier maître des postes vers 1885.

## Géographie

### Situation
Tracy est situé dans le comté de Sunbury, à 34 kilomètres de route au sud de Fredericton et à 84 km au nord-ouest de Saint-Jean. Le village est situé dans la forêt au sud du comté, sur les deux rives de la Branche Nord de la rivière Oromocto, au confluent du ruisseau Porcupine (Porc-Épic).
Tracy est limitrophe du village de Fredericton Junction à l'est et de la paroisse de Gladstone sur les autres points cardinaux. Fredericton est toutefois la ville la plus proche.

### Logement
(septembre 2024).
Le village comptait 253 logements privés en 2006, dont 240 occupés par des résidents habituels. Parmi ces logements, 83,3 % sont individuels, 4,2 % sont jumelés, 0,0 % sont en rangée, 0,0 % sont des appartements ou duplex et 0,0 % sont des immeubles de moins de cinq étages. Enfin, 14,6 % des logements entrent dans la catégorie autres, tels que les maisons-mobiles. 100,0 % des logements sont possédés alors que 0,0 % sont loués. 72,9 % ont été construits avant 1986 et 10,4 % ont besoin de réparations majeures. Les logements comptent en moyenne 7,0 pièces et 0,0 % des logements comptent plus d'une personne habitant par pièce. Les logements possédés ont une valeur moyenne de 105 399 $, comparativement à 119 549 $ pour la province.

## Histoire
Le village a été fondé par Jeremiah Tracy (1744-1812), originaire du Maine. La localité est constituée en municipalité le 9 novembre 1966. Une élection partielle a lieu le 17 juillet 1967. Le territoire reste inchangé durant la réforme de la gouvernance locale du 1er janvier 2023.

## Démographie
(juillet 2016).
Il y avait 601 habitants en 2001, comparativement à 605 en 1996, soit une baisse de 0,7 %. Il y a 247 logements. Le village a une superficie de 29,36 km2 et une densité de 20,5 habitants par kilomètre carré.
| 1981 | 1986 | 1991 | 1996 | 2001 | 2006 | 2011 | 2016 |
| ---- | ---- | ---- | ---- | ---- | ---- | ---- | ---- |
| 636  | 666  | 576  | 605  | 601  | 619  | 611  | 608  |

## Économie
Entreprise Central NB, membre du Réseau Entreprise, a la responsabilité du développement économique.

## Administration
(juillet 2016).

### Conseil municipal
Le conseil municipal est formé d'un maire et de 4 conseillers. Le conseil municipal actuel est élu lors de l'élection quadriennale du 14 mai 2012.
Conseil municipal actuel
| Mandat      | Fonctions   | Nom(s)                                                                 |
| ----------- | ----------- | ---------------------------------------------------------------------- |
| 2012 - 2016 | Maire       | Dale W. Mowry                                                          |
| 2012 - 2016 | Conseillers | Dale C. Knorr, Carmen A. Nason, Andrew W. Philipps, Gloria B. Sprague. |

Conseils précédents
| Mandat      | Fonctions   | Nom(s)                                                             |
| ----------- | ----------- | ------------------------------------------------------------------ |
| 2008 - 2012 | Maire       | Dale W. Mowry                                                      |
| 2008 - 2012 | Conseillers | Albert M. Aubin, Lewis W. Golden, Carmen A. Nason, Gloria Sprague. |

| Période                                  | Période  | Identité              | Étiquette | Qualité |
| ---------------------------------------- | -------- | --------------------- | --------- | ------- |
| 2008                                     | en cours | Dale W. Mowry         |           |         |
| 2001                                     | 2008     | Roger Nason           |           |         |
| 1998                                     | 2001     | Lewis Golden          |           |         |
| 1995                                     | 1998     | Basile Frank Thomason |           |         |
| Les données manquantes sont à compléter. |          |                       |           |         |

### Représentation et tendances politiques
Nouveau-Brunswick: Tracy fait partie de la circonscription provinciale de New Maryland–Sunbury-Ouest, qui est représentée à l'Assemblée législative du Nouveau-Brunswick par Jack Carr, du Parti progressiste-conservateur. Il fut élu lors d'une élection partielle en 2008 et réélu lors de l'élection générale de 2010.
 Canada: Tracy fait partie de la circonscription électorale fédérale de Nouveau-Brunswick-Sud-Ouest, qui est représentée à la Chambre des communes du Canada par Gregory Francis Thompson, ministre des Anciens Combattants et membre du Parti conservateur. Il fut élu lors de la 40e élection fédérale, en 1988, défait en 1993 puis réélu à chaque fois depuis 1997.

## Vivre à Tracy
Le village est inclus dans le territoire du sous-district 10 du district scolaire Francophone Sud. Les écoles francophones les plus proches sont à Fredericton et Oromocto alors que les établissements d'enseignement supérieurs les plus proches sont dans le Grand Moncton.
Tracy est desservi par les routes 101 et 645. Un pont permet de franchir la rivière.
L'église St. Mark's est une église anglicane. Tracy possède aussi un bureau de poste. Le détachement de la Gendarmerie royale du Canada le plus proche est à New Maryland.
Les quotidiens anglophones sont le Telegraph-Journal, publié à Saint-Jean, et The Daily Gleaner, de Fredericton. Les francophones bénéficient quant à eux du quotidien L'Acadie nouvelle, publié à Caraquet et de l'hebdomadaire L'Étoile, de Dieppe.

## Culture

### Langues
Selon la Loi sur les langues officielles, Tracy est officiellement anglophone puisque moins de 20 % de la population parle le français.